# Număr de tort
În matematică un număr de tort, notat Cn, este un număr figurativ care indică numărul maxim de regiuni în care poate fi divizat un cub (tridimensional) printr-un număr dat, n, de plane. Numerele de tort sunt numite astfel pentru că se poate imagina fiecare tăietură plană prin cub ca o feliere făcută cu un cuțit printr-un tort în formă de cub. Șirul numerelor de tort este analogul tridimensional al șirului tăietorului leneș.
Valorile Cn pentru n ≥ 0 crescător sunt:
1, 2, 4, 8, 15, 26, 42, 64, 93, 130, 176, 232, ...

## Formula generală
Dacă n! este factorialul, și coeficienții binomiali sunt notați{\displaystyle {n \choose k}={\frac {n!}{k!\,(n-k)!}},} și se presupune că sunt n plane care divid cubul, atunci al n-lea număr de tort este:
{\displaystyle {\begin{aligned}C_{n}&={n \choose 3}+{n \choose 2}+{n \choose 1}+{n \choose 0}=\\&={\tfrac {1}{6}}\left(n^{3}+5n+6\right)=\\&={\tfrac {1}{6}}\left(n+1)(n(n-1)+6\right).\end{aligned}}}

## Proprietăți
Singurul număr de tort care este prim este 2, deoarece este nevoie ca {\displaystyle \left(n+1)(n(n-1)+6\right)} să aibă factorizarea {\displaystyle 2\cdot 3\cdot p} unde {\displaystyle p} este prim. Asta este imposibil pentru {\displaystyle n>2} știind că {\displaystyle \left(n(n-1)+6\right)} trebuie să fie par, prin urmare trebuie să fie egal cu {\displaystyle 2}, {\displaystyle 2\cdot 3}, {\displaystyle 2\cdot p}, sau {\displaystyle 2\cdot 3\cdot p}, care corespund cazurilor: {\displaystyle \left(n(n-1)+6\right)=2} (care are doar rădăcini complexe), {\displaystyle \left(n(n-1)+6\right)=6} (de exemplu {\displaystyle n\in \{0,1\}}), {\displaystyle (n+1)=3} și {\displaystyle (n+1)=1}.
Numerele de tort sunt analoagele tridimensionale ale celor din șirului tăietorului leneș din bidimensional. Diferențele dintre numerele de tort succesive formează șirul tăietorului leneș.

În triunghiul lui Bernoulli șirul numerelor de tort este cel colorat albastru

Cea de a patra coloană din triunghiul lui Bernoulli (k = 3) dă numerele de tort pentru n tăieturi, unde n ≥ 3.
Alternativ, șirul poate fi derivat din suma până la primii 4 termeni ai fiecărui rând din triunghiul lui Pascal: 
| kn | 0 | 1 | 2  | 3  |     | Suma |
| -- | - | - | -- | -- | --- | ---- |
| 1  | 1 | – | –  | –  | 1   |      |
| 2  | 1 | 1 | –  | –  | 2   |      |
| 3  | 1 | 2 | 1  | –  | 4   |      |
| 4  | 1 | 3 | 3  | 1  | 8   |      |
| 5  | 1 | 4 | 6  | 4  | 15  |      |
| 6  | 1 | 5 | 10 | 10 | 26  |      |
| 7  | 1 | 6 | 15 | 20 | 42  |      |
| 8  | 1 | 7 | 21 | 35 | 64  |      |
| 9  | 1 | 8 | 28 | 56 | 93  |      |
| 10 | 1 | 9 | 36 | 84 | 130 |      |